# Sharktooth Hill
Sharktooth Hill (literalmente, "monte dos dentes de tubarão") é uma formação geológica incluída no complexo paleontológico da formação de "Round Mountain Silt", no Condado de Kern, Califórnia, originada pela deposição de sedimentos por um delta fluvial de um curso de água vinda das montanhas a oriente de Bakersfield, no Mioceno Médio.